# Paul Giamatti

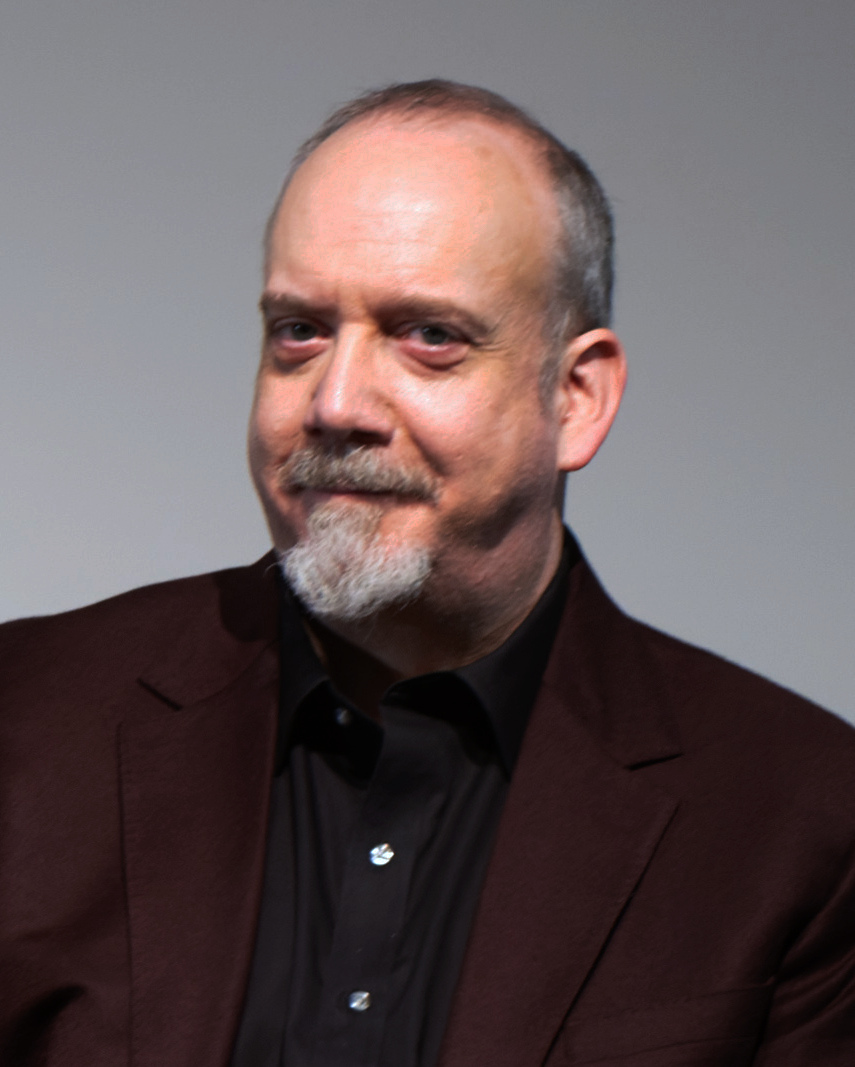
Paul Giamatti (2024)

Paul Edward Valentine Giamatti (dʒiəˈmɑːti; * 6. Juni 1967 in New Haven, Connecticut) ist ein US-amerikanischer Schauspieler, der sich seit den späten 1990er-Jahren als bekannter Charakterdarsteller beim amerikanischen Film und Fernsehen etablieren konnte. Er ist dreifacher Golden-Globe- und einfacher Emmy-Preisträger und wurde bislang zweimal für den Oscar nominiert.

## Leben

### Familie und Ausbildung
Paul Giamattis Vater, Angelo „Bart“ Bartlett Giamatti, war Professor an der Yale University und später Präsident der Universität und Commissioner der Major League Baseball. Seine Mutter, Toni Smith, war Schauspielerin. Auch Giamattis Bruder Marcus ist Schauspieler, unter anderem durch seine Rolle in der Serie Für alle Fälle Amy bekannt.
Paul Giamatti besuchte das Eliteinternat Choate Rosemary Hall in Wallingford, Connecticut. Nach dem Collegebesuch absolvierte er einen sechswöchigen Schauspielkurs in England, obwohl er davon ausging, dass sein Schauspielfaible sich als „Spinnerei“ erweisen würde (‚I kept telling myself: this is just a lark!‘). Einer seiner Lehrer bei diesem Kurs war der britische Schauspieler Alan Rickman, der ihn ermutigte, sein Talent zum Beruf zu machen, was nach Giamattis Aussage die erste und entscheidende Ermutigung war, die seine nachfolgende Karriere erst ermöglichte.
Dennoch begann er zunächst ein Studium der Anglistik in Yale, bevor er schließlich ein Schauspiel-Studium an der Yale School of Drama absolvierte.

### Karriere
Nach Giamattis Abschluss in Yale folgten zahlreiche Theater-Produktionen, unter anderem zwischen 1995 und 1999 mehrfach am Broadway. Sein erster Kinofilm war im Jahr 1991 Ohne jede Reue nach einem Drehbuch von Quentin Tarantino. Es folgten weitere Fernseh- und Kinorollen, die aber zunächst in der Regel sehr klein ausfielen. So hatten seine Rollen in Filmen wie Donnie Brasco oder Geliebte Aphrodite noch nicht einmal Namen gehabt.
Erstmals als Filmschauspieler auf sich aufmerksam machen konnte Giamatti 1997 in Private Parts, der Filmadaption von Howard Sterns Autobiografie Private Parts, in der er den unsympathischen Programmchef Kenny Rushton verkörperte. Der Radiomoderator Stern lobte Giamattis Darstellung und forderte vergebens eine Oscar-Nominierung in der Kategorie Bester Nebendarsteller. In der Folgezeit war er zunächst in kleineren Rollen in einigen großen Filmen wie Die Hochzeit meines besten Freundes, Die Truman Show, Der Soldat James Ryan und Verhandlungssache zu sehen.
Seinen endgültigen Durchbruch erzielte er 1999 in dem Biopic Der Mondmann über das Leben des Komikers Andy Kaufman, in dem er in einer größeren Nebenrolle den engen Freund des von Jim Carrey gespielten Kaufman darstellte. Seine Filmauswahl in den darauffolgenden Jahren umfasste neben Mainstream-Produktionen wie Big Mamas Haus, Planet der Affen, Paycheck – Die Abrechnung oder Lügen haben kurze Beine immer wieder hochgelobte Independent- und Nischen-Filme wie Women Love Women, Traumpaare und Storytelling.
Mit American Splendor aus dem Jahr 2003 über den Comicautor Harvey Pekar etablierte er sich auch als Hauptdarsteller. Für seine Darstellung eines depressiven, erfolglosen Schriftstellers und Lehrers in dem Filmdrama Sideways von Alexander Payne erhielt er eine Reihe von Auszeichnungen, allerdings wider allgemeiner Erwartung keine Oscar-Nominierung. Diese erhielt er schließlich für den im darauffolgenden Jahr erschienenen Film Das Comeback, in dem er den jüdischen Boxmanager von Jim Braddock (gespielt von Russell Crowe) darstellte. Für letzteren Film erhielt er 2006 neben der Oscar-Nominierung auch eine für den Golden Globe Award, zudem wurde er von der Screen Actors Guild als Bester Nebendarsteller ausgezeichnet.

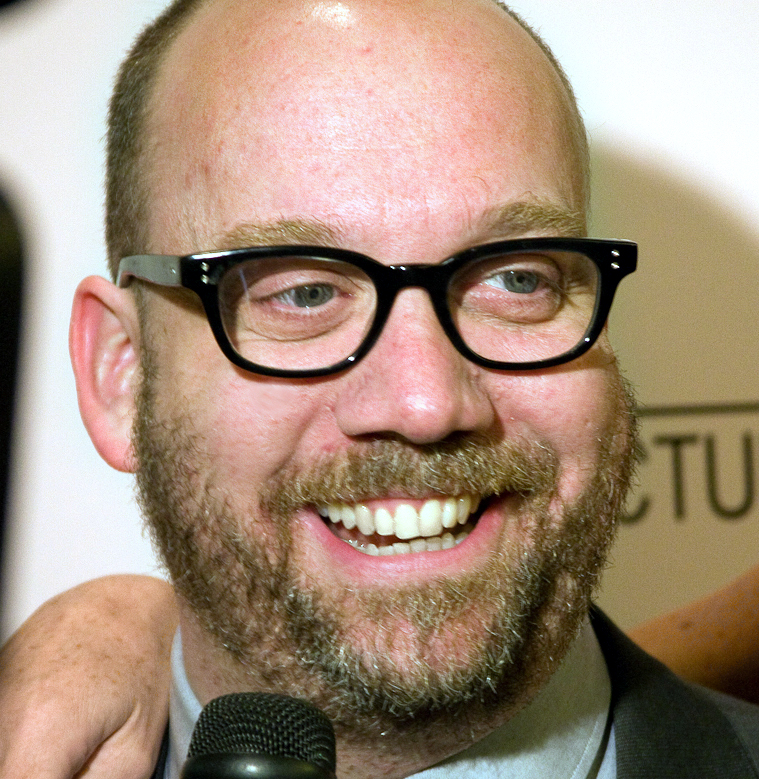
Giamatti bei der New Yorker Uraufführung seines Films Barney’s Version (2011)

2006 war er als Hauptdarsteller in M. Night Shyamalans Das Mädchen aus dem Wasser in der Rolle eines Hausmeisters und im selben Jahr neben Edward Norton und Jessica Biel in The Illusionist als Inspektor zu sehen. Letzterer Film kam im deutschsprachigen Raum allerdings nie in die Kinos. 2007 trat er als Weihnachtsmann in der Komödie Die Gebrüder Weihnachtsmann neben Vince Vaughn auf. 2008 folgte Giamattis größter Fernseherfolg mit der Serie John Adams – Freiheit für Amerika, in der er den amerikanischen Gründervater und Präsidenten John Adams über einen Handlungszeitraum von über 50 Jahren darstellte. Für seine von Kritikern hochgelobte Darbietung erhielt er einen Golden Globe und zahlreiche andere Auszeichnungen.
2010 war Giamatti in der Komödie Barney’s Version in der Titelrolle des Barney Panofsky, ein Produzent seichter Fernsehserien, der sein bewegtes Leben Revue passieren lässt. Seine Darstellung brachte ihm 2011 erneut den Golden Globe, diesmal in der Kategorie Bester Hauptdarsteller in einer Komödie oder Musical, ein. 2013 war Giamatti in dem mit drei Oscars ausgezeichneten Drama 12 Years a Slave in der Nebenrolle des brutalen Sklavenhändlers Theophilus Freeman zu sehen. Im Jahre 2015 verkörperte Giamatti in dem Musikfilm Straight Outta Compton den Musikmanager Jerry Heller, der die vertraglichen Geschäfte der HipHop-Band N.W.A leitete, deren kommerziellen Aufstieg die Filmbiografie nacherzählt.
2016 übernahm Giamatti die Hauptrolle in der Fernsehserie Billions, die bis 2023 produziert wurde. Dabei verkörperte er den United States Attorney Chuck Rhoades, der mit rücksichtslosen Methoden Fällen von Finanzkriminalität nachgeht. Während der Laufzeit der Serie übernahm er aber auch weiterhin Rollen in Filmen, darunter I Think We’re Alone Now, Gunpowder Milkshake und Jungle Cruise.
Im Jahr 2023 folgte eine erneute Zusammenarbeit mit Alexander Payne an der Tragikomödie The Holdovers. Für seine Hauptrolle als unbeliebter Geschichtslehrer Paul Hunham gewann er erneut den Golden Globe Award in der Kategorie Bester Hauptdarsteller in einer Komödie oder Musical; auch erhielt er seine zweite Oscar-Nominierung, unterlag aber Cillian Murphy in der Kategorie Bester Hauptdarsteller.

### Privates
Paul Giamatti war seit 1997 mit Elizabeth Cohen verheiratet. Aus der später geschiedenen Ehe ging ein Sohn hervor.

## Filmografie (Auswahl)
- 1991: Ohne jede Reue (Past Midnight)
- 1992: Singles – Gemeinsam einsam (Singles)
- 1995: Geliebte Aphrodite (Mighty Aphrodite)
- 1995: Sabrina
- 1996: Davor und danach (Before and After)
- 1996: Sekt oder Selters (Breathing Room)
- 1997: Arresting Gena
- 1997: Donnie Brasco
- 1997: Private Parts
- 1997: Die Hochzeit meines besten Freundes (My Best Friend’s Wedding)
- 1997: Harry außer sich (Deconstructing Harry)
- 1997: Das letzte Attentat (A Further Gesture)
- 1998: Mein Uropa, der Held (Tourist Trap)
- 1998: Die Truman Show (The Truman Show)
- 1998: Dr. Dolittle (Doctor Dolittle)
- 1998: Der Soldat James Ryan (Saving Private Ryan)
- 1998: Verhandlungssache (The Negotiator)
- 1998: Safe Men
- 1999: Das schwankende Schiff (Cradle Will Rock)
- 1999: Der Mondmann (Man on the Moon)
- 2000: Women Love Women (If These Walls Could Talk 2, Fernsehfilm)
- 2000: Big Mama’s Haus (Big Momma’s House)
- 2000: Traumpaare (Duets)
- 2001: Storytelling
- 2001: Planet der Affen (Planet of the Apes)
- 2002: Lügen haben kurze Beine (Big Fat Liar)
- 2002: Thunderpants
- 2003: Confidence
- 2003: American Splendor
- 2004: Paycheck – Die Abrechnung (Paycheck)
- 2004: Sideways
- 2005: Das Comeback (Cinderella Man)
- 2006: Das Mädchen aus dem Wasser (Lady in the Water)
- 2006: The Illusionist
- 2006: Lucas, der Ameisenschreck (The Ant Bully, Stimme von Stan Beals)
- 2007: Nanny Diaries (The Nanny Diaries)
- 2007: Shoot ’Em Up
- 2007: Die Gebrüder Weihnachtsmann (Fred Claus)
- 2008: John Adams – Freiheit für Amerika (John Adams, Miniserie)
- 2009: Cold Souls
- 2009: Duplicity – Gemeinsame Geheimsache (Duplicity)
- 2009: Ein russischer Sommer (The Last Station)
- 2009: El Superbeasto (The Haunted World of El Superbeasto, Stimme von Dr. Satan)
- 2010: Barney’s Version
- 2011: Win Win
- 2011: Ironclad – Bis zum letzten Krieger (Ironclad)
- 2011: Hangover 2
- 2011: Too Big to Fail – Die große Krise (Too Big to Fail, Fernsehfilm)
- 2011: The Ides of March – Tage des Verrats (The Ides of March)
- 2012: John Dies at the End
- 2012: Cosmopolis
- 2012: Rock of Ages
- 2013: 12 Years a Slave
- 2013: Parkland
- 2013: Romeo und Julia (Romeo and Juliet)
- 2013: The Congress
- 2013: Das Wunder von New York (All Is Bright)
- 2013: Saving Mr. Banks
- 2013: Downton Abbey (Fernsehserie, Episode 4x09 The London Season)
- 2014: The Amazing Spider-Man 2: Rise of Electro (The Amazing Spider-Man 2)
- 2014: Love & Mercy
- 2014: Madame Bovary
- 2015: San Andreas
- 2015: Straight Outta Compton
- 2016: Ratchet & Clank (Stimme von Chairman Drek)
- 2016: Das Morgan Projekt (Morgan)
- 2016–2023: Billions (Fernsehserie, 84 Folgen)
- 2018: The Catcher Was a Spy
- 2018: Lodge 49 (Fernsehserie, 4 Folgen, Stimme)
- 2018: I Think We’re Alone Now
- 2020, 2022: Rick and Morty (Fernsehserie, 2 Episoden, Stimme)
- 2021: Gunpowder Milkshake
- 2021: Jungle Cruise
- 2021: A Mouthful of Air
- 2023: The Holdovers
- 2025: Black Mirror (Fernsehserie, Episode 7x05)

## Auszeichnungen
Oscar
- 2006: Nominierung als bester Nebendarsteller für Das Comeback
- 2024: Nominierung als bester Hauptdarsteller für The Holdovers

Golden Globe Award
- 2005: Nominierung als bester Hauptdarsteller – Komödie oder Musical für Sideways
- 2006: Nominierung als bester Nebendarsteller für Das Comeback
- 2009: Bester Hauptdarsteller – Mini-Serie oder TV-Film für John Adams – Freiheit für Amerika
- 2011: Bester Hauptdarsteller – Komödie oder Musical für Barney’s Version
- 2012: Nominierung als bester Nebendarsteller – Serie, Mini-Serie oder TV-Film für Too Big to Fail – Die große Krise
- 2024: Bester Hauptdarsteller – Komödie oder Musical für The Holdovers

Emmy
- 2008: Bester Hauptdarsteller in einer Miniserie oder Fernsehfilm für John Adams – Freiheit für Amerika
- 2011: Nominierung als bester Nebendarsteller in einer Miniserie oder Fernsehfilm für Too Big to Fail – Die große Krise
- 2013: Nominierung als bester Gastdarsteller in einer Dramaserie für Downton Abbey

Screen Actors Guild Award
- 2005: Nominierung als bester Hauptdarsteller für Sideways
- 2005: Bestes Schauspielensemble für Sideways
- 2006: Bester Nebendarsteller für Das Comeback
- 2009: Bester Darsteller in einer Miniserie oder einem Fernsehfilm für John Adams – Freiheit für Amerika
- 2012: Bester Darsteller in einer Miniserie oder einem Fernsehfilm für Too Big to Fail – Die große Krise
- 2014: Nominierung für das beste Schauspielensemble für 12 Years a Slave
- 2016: Nominierung für das beste Schauspielensemble für Straight Outta Compton
- 2024: Nominierung als bester Hauptdarsteller für The Holdovers

Independent Spirit Award
- 2003: Nominierung als bester Hauptdarsteller für American Splendor
- 2004: Bester Hauptdarsteller für Sideways

Critics’ Choice Award
- 2004: Bestes Schauspielensemble für Sideways
- 2004: Nominierung als bester Hauptdarsteller für Sideways
- 2005: Bester Nebendarsteller für Das Comeback
- 2013: Nominierung für das beste Schauspielensemble für 12 Years a Slave
- 2015: Nominierung für das beste Schauspielensemble für Straight Outta Compton
- 2023: Bester Hauptdarsteller für The Holdovers

Internationales Filmfestival Karlovy Vary
- 2023: Nominierung als bester Hauptdarsteller für The Holdovers

Palm Springs International Film Festival
- 2024: Icon Award für The Holdovers[5]